# 堆沟港镇
堆沟港镇是中华人民共和国江苏省连云港市灌南县下辖的一个镇。
2013年1月31日，江苏省人民政府批复同意撤销堆沟港镇、五队乡，将原堆沟港镇和五队乡所辖区域合并，设立新的堆沟港镇，镇政府驻五队居委会五队街。

## 行政区划
堆沟港镇下辖以下村级行政区划单位：
兴港社区、大咀社区、十队社区、堆沟村、刘集村、东腰村、黄姚村、董沟村、九队村、刘庄村、四圩村、八尺村、王庄村、八队村、头队村、小港村、二队村、三队村、四队村、长流村、五队村、六队村、七队村、腰庄村、东南村、大塔村、浦三村、小塔村、许圩村、平桥村和新北村。